# 2013-as Formula–1 amerikai nagydíj
Az amerikai nagydíj volt a 2013-as Formula–1 világbajnokság tizennyolcadik futama, amelyet 2013. november 15. és november 17. között rendeztek meg az Amerikai Egyesült Államokbeli Circuit of the Americas-on, Austinban.

## Szabadedzések

### Első szabadedzés
Az amerikai nagydíj első szabadedzését november 15-én, pénteken délelőtt tartották.
| helyezés | versenyző         | csapat/motor         | elért idő | különbség | futott kör |
| -------- | ----------------- | -------------------- | --------- | --------- | ---------- |
| 1        | Fernando Alonso   | Ferrari              | 1:38,343  | -         | 16         |
| 2        | Jenson Button     | McLaren-Mercedes     | 1:38,371  | +0,028    | 25         |
| 3        | Valtteri Bottas   | Williams-Renault     | 1:38,388  | +0,045    | 17         |
| 4        | Esteban Gutiérrez | Sauber-Ferrari       | 1:38,532  | +0,189    | 18         |
| 5        | Nico Rosberg      | Mercedes             | 1:38,657  | +0,314    | 21         |
| 6        | Lewis Hamilton    | Mercedes             | 1:38,979  | +0,636    | 21         |
| 7        | Felipe Massa      | Ferrari              | 1:39,005  | +0,662    | 17         |
| 8        | Mark Webber       | Red Bull-Renault     | 1:39,083  | +0,740    | 17         |
| 9        | Nico Hülkenberg   | Sauber-Ferrari       | 1:39,158  | +0,815    | 17         |
| 10       | Pastor Maldonado  | Williams-Renault     | 1:39,200  | +0,857    | 15         |
| 11       | Romain Grosjean   | Lotus-Renault        | 1:39,238  | +0,895    | 13         |
| 12       | Sergio Pérez      | McLaren-Mercedes     | 1:39,256  | +0,913    | 17         |
| 13       | Heikki Kovalainen | Lotus-Renault        | 1:39,487  | +1,144    | 18         |
| 14       | Adrian Sutil      | Force India-Mercedes | 1:39,699  | +1,356    | 15         |
| 15       | Paul di Resta     | Force India-Mercedes | 1:39,836  | +1,493    | 15         |
| 16       | Daniel Ricciardo  | Toro Rosso-Ferrari   | 1:39,863  | +1,520    | 19         |
| 17       | Danyiil Kvjat     | Toro Rosso-Ferrari   | 1:40,065  | +1,722    | 20         |
| 18       | Sebastian Vettel  | Red Bull-Renault     | 1:40,662  | +2,319    | 21         |
| 19       | Alexander Rossi   | Caterham-Renault     | 1:41,399  | +3,056    | 21         |
| 20       | Max Chilton       | Marussia-Cosworth    | 1:41,605  | +3,262    | 19         |
| 21       | Charles Pic       | Caterham-Renault     | 1:42,054  | +3,711    | 19         |
| 22       | Rodolfo González  | Marussia-Cosworth    | 1:43,716  | +5,373    | 17         |

### Második szabadedzés
Az amerikai nagydíj második szabadedzését november 15-én, pénteken délután tartották.
| helyezés | versenyző           | csapat/motor         | elért idő | különbség | futott kör |
| -------- | ------------------- | -------------------- | --------- | --------- | ---------- |
| 1        | Sebastian Vettel    | Red Bull-Renault     | 1:37,305  | -         | 35         |
| 2        | Mark Webber         | Red Bull-Renault     | 1:37,420  | +0,115    | 37         |
| 3        | Nico Rosberg        | Mercedes             | 1:37,785  | +0,480    | 38         |
| 4        | Lewis Hamilton      | Mercedes             | 1:37,958  | +0,653    | 38         |
| 5        | Heikki Kovalainen   | Lotus-Renault        | 1:38,073  | +0,768    | 41         |
| 6        | Esteban Gutiérrez   | Sauber-Ferrari       | 1:38,229  | +0,924    | 40         |
| 7        | Nico Hülkenberg     | Sauber-Ferrari       | 1:38,254  | +0,949    | 40         |
| 8        | Romain Grosjean     | Lotus-Renault        | 1:38,255  | +0,950    | 33         |
| 9        | Jenson Button       | McLaren-Mercedes     | 1:38,269  | +0,964    | 34         |
| 10       | Fernando Alonso     | Ferrari              | 1:38,461  | +1,156    | 33         |
| 11       | Adrian Sutil        | Force India-Mercedes | 1:38,719  | +1,414    | 31         |
| 12       | Felipe Massa        | Ferrari              | 1:38,938  | +1,633    | 37         |
| 13       | Sergio Pérez        | McLaren-Mercedes     | 1:38,941  | +1,636    | 31         |
| 14       | Daniel Ricciardo    | Toro Rosso-Ferrari   | 1:39,246  | +1,941    | 28         |
| 15       | Paul di Resta       | Force India-Mercedes | 1:39,410  | +2,105    | 34         |
| 16       | Valtteri Bottas     | Williams-Renault     | 1:39,512  | +2,207    | 37         |
| 17       | Jean-Éric Vergne    | Toro Rosso-Ferrari   | 1:39,579  | +2,274    | 36         |
| 18       | Pastor Maldonado    | Williams-Renault     | 1:39,784  | +2,479    | 33         |
| 19       | Charles Pic         | Caterham-Renault     | 1:40,376  | +3,071    | 39         |
| 20       | Giedo van der Garde | Caterham-Renault     | 1:40,563  | +3,258    | 35         |
| 21       | Max Chilton         | Marussia-Cosworth    | 1:46,226  | +8,921    | 31         |
| 22       | Jules Bianchi       | Marussia-Cosworth    | 1:47,009  | +9,704    | 20         |

### Harmadik szabadedzés
Az amerikai nagydíj harmadik szabadedzését november 16-án, szombaton délelőtt tartották.
| helyezés | versenyző           | csapat/motor         | elért idő | különbség | futott kör |
| -------- | ------------------- | -------------------- | --------- | --------- | ---------- |
| 1        | Sebastian Vettel    | Red Bull-Renault     | 1:36,733  | -         | 14         |
| 2        | Mark Webber         | Red Bull-Renault     | 1:36,936  | +0,203    | 20         |
| 3        | Lewis Hamilton      | Mercedes             | 1:37,064  | +0,331    | 22         |
| 4        | Nico Hülkenberg     | Sauber-Ferrari       | 1:37,272  | +0,539    | 20         |
| 5        | Romain Grosjean     | Lotus-Renault        | 1:37,345  | +0,612    | 20         |
| 6        | Jenson Button       | McLaren-Mercedes     | 1:37,534  | +0,801    | 18         |
| 7        | Nico Rosberg        | Mercedes             | 1:37,578  | +0,845    | 24         |
| 8        | Sergio Pérez        | McLaren-Mercedes     | 1:37,583  | +0,850    | 19         |
| 9        | Valtteri Bottas     | Williams-Renault     | 1:37,747  | +1,014    | 17         |
| 10       | Adrian Sutil        | Force India-Mercedes | 1:37,748  | +1,015    | 21         |
| 11       | Fernando Alonso     | Ferrari              | 1:37,763  | +1,030    | 16         |
| 12       | Esteban Gutiérrez   | Sauber-Ferrari       | 1:37,774  | +1,041    | 18         |
| 13       | Heikki Kovalainen   | Lotus-Renault        | 1:37,879  | +1,146    | 21         |
| 14       | Pastor Maldonado    | Williams-Renault     | 1:38,022  | +1,289    | 16         |
| 15       | Daniel Ricciardo    | Toro Rosso-Ferrari   | 1:38,109  | +1,376    | 23         |
| 16       | Paul di Resta       | Force India-Mercedes | 1:38,275  | +1,542    | 22         |
| 17       | Felipe Massa        | Ferrari              | 1:38,408  | +1,675    | 17         |
| 18       | Jean-Éric Vergne    | Toro Rosso-Ferrari   | 1:38,636  | +1,903    | 21         |
| 19       | Charles Pic         | Caterham-Renault     | 1:39,578  | +2,845    | 19         |
| 20       | Giedo van der Garde | Caterham-Renault     | 1:40,056  | +3,323    | 21         |
| 21       | Jules Bianchi       | Marussia-Cosworth    | 1:40,825  | +4,092    | 21         |
| 22       | Max Chilton         | Marussia-Cosworth    | 1:41,293  | +4,560    | 18         |

## Időmérő edzés
Az amerikai nagydíj időmérő edzését november 16-án, szombaton futották.
| helyezés              | rajtszám | versenyző           | csapat/motor         | 1. rész  | 2. rész  | 3. rész  | rajthely |
| --------------------- | -------- | ------------------- | -------------------- | -------- | -------- | -------- | -------- |
| 1                     | 1        | Sebastian Vettel    | Red Bull-Renault     | 1:38,516 | 1:37,065 | 1:36,338 | 1        |
| 2                     | 2        | Mark Webber         | Red Bull-Renault     | 1:38,161 | 1:37,312 | 1:36,441 | 2        |
| 3                     | 8        | Romain Grosjean     | Lotus-Renault        | 1:38,676 | 1:37,523 | 1:37,155 | 3        |
| 4                     | 11       | Nico Hülkenberg     | Sauber-Ferrari       | 1:38,339 | 1:37,828 | 1:37,296 | 4        |
| 5                     | 10       | Lewis Hamilton      | Mercedes             | 1:37,959 | 1:37,854 | 1:37,345 | 5        |
| 6                     | 3        | Fernando Alonso     | Ferrari              | 1:38,929 | 1:37,368 | 1:37,376 | 6        |
| 7                     | 6        | Sergio Pérez        | McLaren-Mercedes     | 1:38,367 | 1:38,040 | 1:37,452 | 7        |
| 8                     | 7        | Heikki Kovalainen   | Lotus-Renault        | 1:38,375 | 1:38,078 | 1:37,715 | 8        |
| 9                     | 17       | Valtteri Bottas     | Williams-Renault     | 1:37,821 | 1:37,439 | 1:37,836 | 9        |
| 10                    | 12       | Esteban Gutiérrez   | Sauber-Ferrari       | 1:38,082 | 1:38,031 | 1:38,034 | 20[1]    |
| 11                    | 19       | Daniel Ricciardo    | Toro Rosso-Ferrari   | 1:38,882 | 1:38,131 |          | 10       |
| 12                    | 14       | Paul di Resta       | Force India-Mercedes | 1:38,894 | 1:38,139 |          | 11       |
| 13                    | 5        | Jenson Button       | McLaren-Mercedes     | 1:38,588 | 1:38,217 |          | 15[2]    |
| 14                    | 9        | Nico Rosberg        | Mercedes             | 1:38,743 | 1:38,364 |          | 12       |
| 15                    | 4        | Felipe Massa        | Ferrari              | 1:39,094 | 1:38,592 |          | 13       |
| 16                    | 18       | Jean-Éric Vergne    | Toro Rosso-Ferrari   | 1:38,880 | 1:38.696 |          | 14       |
| 17                    | 15       | Adrian Sutil        | Force India-Mercedes | 1:39,250 |          |          | 16       |
| 18                    | 16       | Pastor Maldonado    | Williams-Renault     | 1:39,351 |          |          | 17       |
| 19                    | 21       | Giedo van der Garde | Caterham-Renault     | 1:40,491 |          |          | 18       |
| 20                    | 22       | Jules Bianchi       | Marussia-Cosworth    | 1:40,528 |          |          | 19       |
| 21                    | 20       | Charles Pic         | Caterham-Renault     | 1:40,596 |          |          | 22[3]    |
| 22                    | 23       | Max Chilton         | Marussia-Cosworth    | 1:41,401 |          |          | 21[4]    |
| 107%-os idő: 1:44,668 |          |                     |                      |          |          |          |          |

Megjegyzés:
- ↑ 1:  – Esteban Gutiérrez 10 helyes rajtbüntetést kapott, mert akadályozta Pastor Maldonadót az időmérő első részében.[1]
- ↑ 2:  – Jenson Button 3 helyes rajtbüntetést kapott, mert piros zászlós periódus alatt előzött az első szabadedzésen.[2]
- ↑ 3:  – Charles Pic 5 helyes rajtbüntetést kapott váltócsere miatt.[3]
- ↑ 4:  – Max Chilton Pastor Maldonado és Adrian Sutil feltartásáért bokszutca-áthajtásos büntetést kapott, amelyet a verseny első öt körében kellett letöltenie.[4] Charles Pic Japánban történt esete után ő volt a második versenyző, akit hasonló büntetéssel sújtottak.[5]

## Futam
Az amerikai nagydíj futamát november 17-én, vasárnap rendezték.
| helyezés | rajtszám | versenyző           | csapat/motor         | futott kör | idő/kiesés oka | rajthely | pont |
| -------- | -------- | ------------------- | -------------------- | ---------- | -------------- | -------- | ---- |
| 1        | 1        | Sebastian Vettel    | Red Bull-Renault     | 56         | 1:39:17,148    | 1        | 25   |
| 2        | 8        | Romain Grosjean     | Lotus-Renault        | 56         | +6,284         | 3        | 18   |
| 3        | 2        | Mark Webber         | Red Bull-Renault     | 56         | +8,396         | 2        | 15   |
| 4        | 10       | Lewis Hamilton      | Mercedes             | 56         | +27,358        | 5        | 12   |
| 5        | 3        | Fernando Alonso     | Ferrari              | 56         | +29,592        | 6        | 10   |
| 6        | 11       | Nico Hülkenberg     | Sauber-Ferrari       | 56         | +30,400        | 4        | 8    |
| 7        | 6        | Sergio Pérez        | McLaren-Mercedes     | 56         | +46,692        | 7        | 6    |
| 8        | 17       | Valtteri Bottas     | Williams-Renault     | 56         | +54,509        | 9        | 4    |
| 9        | 9        | Nico Rosberg        | Mercedes             | 56         | +59,141        | 12       | 2    |
| 10       | 5        | Jenson Button       | McLaren-Mercedes     | 56         | +1:17,278      | 15       | 1    |
| 11       | 19       | Daniel Ricciardo    | Toro Rosso-Ferrari   | 56         | +1:21,004      | 10       |      |
| 12       | 4        | Felipe Massa        | Ferrari              | 56         | +1:26,914      | 13       |      |
| 13       | 12       | Esteban Gutiérrez   | Sauber-Ferrari       | 56         | +1:31,707      | 20       |      |
| 14       | 7        | Heikki Kovalainen   | Lotus-Renault        | 56         | +1:35,063      | 8        |      |
| 15       | 14       | Paul di Resta       | Force India-Mercedes | 56         | +1:36,853      | 11       |      |
| 16       | 18       | Jean-Éric Vergne    | Toro Rosso-Ferrari   | 56         | +1:44,574[1]   | 14       |      |
| 17       | 16       | Pastor Maldonado    | Williams-Renault     | 55         | + 1 kör        | 17       |      |
| 18       | 22       | Jules Bianchi       | Marussia-Cosworth    | 55         | + 1 kör        | 19       |      |
| 19       | 21       | Giedo van der Garde | Caterham-Renault     | 55         | + 1 kör        | 18       |      |
| 20       | 20       | Charles Pic         | Caterham-Renault     | 55         | + 1 kör        | 22       |      |
| 21       | 23       | Max Chilton         | Marussia-Cosworth    | 54         | + 2 kör        | 21       |      |
| ki       | 15       | Adrian Sutil        | Force India-Mercedes | 0          | baleset        | 17       |      |

Megjegyzés:
- ↑ 1:  – Jean-Éric Vergne kapott egy 20 másodperces időbüntetést a verseny után, mert ütközött Esteban Gutiérrez-el a verseny alatt.[6]

## A világbajnokság állása a verseny után
| H   | Versenyzők       | Pont | H   | Konstruktőrök        | Pont |
| --- | ---------------- | ---- | --- | -------------------- | ---- |
| 1.  | Sebastian Vettel | 372  | 1.  | Red Bull-Renault     | 553  |
| 2.  | Fernando Alonso  | 227  | 2.  | Mercedes             | 348  |
| 3.  | Lewis Hamilton   | 187  | 3.  | Ferrari              | 333  |
| 4.  | Kimi Räikkönen   | 183  | 4.  | Lotus-Renault        | 315  |
| 5.  | Mark Webber      | 181  | 5.  | McLaren-Mercedes     | 102  |
| 6.  | Nico Rosberg     | 161  | 6.  | Force India-Mercedes | 77   |
| 7.  | Romain Grosjean  | 132  | 7.  | Sauber-Ferrari       | 53   |
| 8.  | Felipe Massa     | 106  | 8.  | Toro Rosso-Ferrari   | 32   |
| 9.  | Jenson Button    | 61   | 9.  | Williams-Renault     | 5    |
| 10. | Paul di Resta    | 48   | 10. | Marussia-Cosworth    | 0    |

(A teljes táblázat)

## Statisztikák
- Vezető helyen:
  - Sebastian Vettel : 54 kör (1-27 / 30-56)
  - Romain Grosjean : 2 kör (28-29)
- Sebastian Vettel 44. pole-pozíciója, 38. győzelme, 22. leggyorsabb köre.
- A Red Bull 46. győzelme, 101. dobogós helyezése.
- Sebastian Vettel 61., Romain Grosjean 9., Mark Webber 41. dobogós helyezése.